# Мтвара
 Тази статия е за града в Танзания.  За административния регион вижте Мтвара (регион).  
Мтвара (на английски и на суахили: Mtwara) е най-южният град в Югоизточна Танзания, административен център на едноименния регион с излаз на Индийския океан и граничещ с Мозамбик. Намира се на 396 km по въздушна линия южно от Дар ес Салаам и на 668 km югоизточно от столицата Додома. Центърът на града е разположен на 113 m надморска височина, а населението му през 2004 г. е 96 606 души.

## История
Градът е развит от британците като център на голям селскостопански проект за отглеждане на фъстъци по южното крайбрежие на Танзания. Изпълнението му започва след Първата световна война, когато Великобритания завзема бившата германска колония Танганика. Очаквало се е фъстъците да донесат големи приходи като бъдат внасяни в Обединеното кралство и други европейски стани в ролята им на питателна храна в общия недоимък от хранителни продукти след войната. Проектът се провалил, но град Мтвара, който бил предвиден за население от около 200 000 души, останал, заедно с изградените големи обществени сгради като пощата. Сега туристите идват в града главно във връзка с посещения на морския парк Залив Мнази в близост до него и като отправна база за пътуване до град Микиндани.

## Градска среда
Градът е едно от най-отдалечените селища в страната, откъснат икономически и инфраструктурно от останалата част на Танзания. Разположен е върху плавно издигащото се плато Маконде и играе ролята на врата за туристите към Южна Танзания. Достъпът от Дар ес Салаам става главно по вода или чрез редовни самолетни полети. Градът се разпростира на голяма площ. В северната му част, в богатия квартал Шангани, по протежение на брега се простират красиви плажове. Тук се дават канута под наем за разходки из залива, на който е разположен градът и край полуостров Msangankuu. На север от Шангани се простират мангрови горички, а в плитчините се виждат коралови колонии. В океана край брега са разхвърляни скали, а цялото крайбрежие е изпълнено с разнообразни и екзотични птици.
Главната търговска част се намира в центъра, където са изградени пощата, банките и някои скъпи магазини. Пазарът е разположен в южната част на града. Има богат избор от традиционни ресторанти, хотели, барове и клубове, както в центъра, така и на летището, с разнообразна музика. В някои се изпълнява бонго флава, тип танзанийски хип-хоп. Най-популярни и често посещавани от чужденци са бар „Магомени“ и клуб „Shanghai Finn“.

## Забележителности
Едно от интересните исторически места в града е църквата „Сейнт Пол“, в която има стенописи на библейски сцени, създадени от немски свещеници по време на германската колонизация.
Близо до града, на границата с Мозамбик, се намира обширният морски парк Залив Мнази, силно привлекателен с морското си биоразнообразие. Тук са регистрирани няколко нови вида морски обитатели, включително неизвестен вид октопод. В него са идентифицирани над 400 вида риби и 258 вида корали, повече отколкото навсякъде другаде в Африка.
В Мтвара от 2008 г. се провежда ежегодният фестивал MaKuYa, организиран от „Център за развитие на Африка чрез икономика и изкуства“ (African Development Through Economics and Arts – ADEA). Името на фестивала идва от названията на трите преобладаващи в региона племена – маконде, макуа и яо, които са главните участници в него. Целта му е увековечаване, опазване и популяризиране на традиционните танци и култура на регион Мтвара, тъй като се отчита фактът, че това уникално културно наследство е застрашено от изчезване. Включва художествени изложби, занаятчийски панаири, демонстрации, спектакли, паради и състезания.

## Промишленост
В града има предприятия за преработка и пакетиране на морска сол, производство на продукти от тапиока (брашно от маниока), обработка и консервиране на кашу и получаване на слънчогледово и фъстъчено масло. През пристанището на града минава част от износа на дървен материал и кашу.
През 1982 г. в залива Мнази е открито находище на природен газ, чиято експлоатация започва през 2006 г. От находището е прокаран тръбопровод до града, който осигурява работата на електроцентралата, снабдяваща населението на Мтвара с електрически ток.

## Образование
В града има няколко училища и едно девическо училище към църквата с пансион за 550 момичета и 50 члена персонала.
В квартал Шангани на 400 m от морския бряг е изграден и функционира Технически учителски колеж, в който се обучават 872 студента. В него се подготвят учители за началните класове в училищата. В града има и клон на Института по счетоводство (Tanzania Institute of Accountancy – TIA) в Дар ес Салаам с продължителност на обучението една, две или три години.

## Транспорт

### Пътен транспорт
Пътищата в района на Южна Танзания са в много лошо състояние и са проходими само по време на сухия сезон. По тази причина движението е бавно и изисква голям разход на гориво и време. Това се отнася както за връзките вътре в региона, така и за тези, които свързват града с по-отдалечени места. Транспортът около града често зависи от капризите на времето и липсата на бюджет за поддръжка на пътищата, а превозът до него на селскостопанска продукция е сериозно затруднен. Във връзка с това все по-често се налага транспорт и превоз с велосипеди, тъй като използването на волски коли в района не е разпространено, с малки изключения.
- Северна пътна връзка – шосейна връзка с Линди, Килуа, Кибити и по-нататък фериботна с Дар ес Салаам – общо 552 km.
- Южна пътна връзка – шосейна връзка със Сонгея в югозападна Танзания, регион Рувума. Разклонява се на север към Макамбаку в регион Иринга и на юг към Замбия. Приблизителното разстояние до Макамбаку е 739 km.
- Югоизточна пътна връзка – връзката е съществуваща до град Масаси (200 km), регион Рувума и проектна през град Масугуру (128 km) на юг до Мозамбик.[10]

### Железопътен транспорт
Градът не е свързан с железопътна линия с нито едно населено място. Съществувала е такава, свързваща Мтвара с град Масаси през Mingomyo и Nachingwea, градове в регион Линди. Веднага след обявяването на независимостта на Танзания през 1961 г. релсите са изтръгнати и линията е унищожена от местното население.
През 2008 г. правителството на Танзания планира с помощта на Световната банка да инвестира в развитието на железопътния си транспорт. Направени са проучвания във връзка с общия Източноафрикански железопътен устройствен план. Проектите се изпълняват в два етапа – до 2012 г. и от 2012 до 2017 г. Проучванията търсят нови трасета в южната част на страната, които да свързват град Мтвара на Индийския океан с Лиганга, близо до езерото Малави където има мини за добив на желязна руда с идеята пристанището на града да се ползва за превоз на тази суровина. Освен това жп транспортът трябва да обслужва провинциите Линди, Рувума и Иринга.

### Воден транспорт
Пристанището на град Мтвара на Индийския океан е едно от трите най-големи пристанища на Танзания, заедно с тези в Дар ес Салаам и Танга. Построено е в периода 1948 – 1954 г. във връзка с британския проект за износ на фъстъци и петрол от района. Предвидено и изградено е с голям капацитет в зона с естествено дълбоки води с дълбочина 9,8 m. Разположено е върху площ от 71 хектара и разполага с кейова стена от 385 метра. То не се използва пълноценно заради лошите пътни връзки на града към околните селища. В състояние е да приеме едновременно два големи кораба в дълбоки води и още три допълнителни. Броят на корабите може да бъде увеличен, ако се отстранят някои появили се впоследствие плитчини. Пристанището разполага с излишен капацитет – може да поеме 15 000 тона товари и има допълнително предвидени площи за складиране на контейнери. Може да обработва 400 000 т. товари годишно и има възможност да поддържа 750 000 тона контейнери. Работи с капацитет 90 хил. т. годишно. Свързано е с Дар ес Салаам с няколко нередовно пътуващи товарни кораба и не предлага реална алтернатива за връзка между Южна и Северна Танзания. През 2005 г. в пристанището са акостирали 28 чуждестранни кораби и 94 местни, а през 2009/2010 т. броят им е намалял до 16 чуждестранни и 42 танзанийски кораба.
Градът поддържа редовна фериботна връзка с Дар ес Салаам и някои по-близки населени места.

### Въздушен транспорт
На 18 km от града има изградено малко летище с дължина на пистата 2250 m. Поддържа се редовна връзка с Дар ес Салаам.